# Santa Marina de Albán
Albán (llamada oficialmente Santa Mariña de Albán) es una parroquia del municipio español de Coles, en la provincia de Orense, Galicia.

## Toponimia
La parroquia también es conocida por los nombres de Santa María de Albán y Santa Marina de Albán.

## Organización territorial
La parroquia está formada por seis entidades de población:
- Penas Albas
- Pereiro (O Pereiro)
- Santa Mariña
- Río (O Río)
- Sas
- Vilaboa

## Demografía
| Gráfica de evolución demográfica de Albán entre 2000 y 2022 |
|                                                             |
| Datos según el nomenclátor publicado por el INE.            |